# Тутутни
Тутутни су староседеоци Северне Америке, припадају атабасканској породици народа и то групацији Атабаскана са доњег тока реке Рог Ривер (која је такође позната и под именом Тутутни) из југозападног Орегона. Њихова традиционална територија се налазила око доњег тока реке Рог Ривер и њених притока у близини обале Тихог океана (Пацифика), између реке Коквил на северу и реке Четко на југу. Атабаскани доњег Рог Ривера (који су познати и под колективним именом Тутутни) укључују 3 народа: Тутуни, Шаста Коста и Горњи Коквил, која су насељавала југозапад америчке државе Орегон и која говоре различитим дијалектима истог атабасканског језика доњорогриверског језика (или тутутни или тутутни-шаста коста-коквил).

## Употреба имена Рог Ривер
Име Рог Ривер у ужем смислу односи се на Атабаскане са Рог Ривера, који говоре блиско повезаним атабасканским језицима: доњорогриверским (или тутутни или тутутни-шаста коста-коквил) и горњорогриверским (или галис-аплгејт).
У ширем смислу име Рог Ривер се односи на Индијанце са Рог Ривера, који представљају географску групацију, којој припадају разни домородачки народи из долине реке Рог Ривер, који говоре језицима који спадају у три језичке породице: атабаскански језици, такелмански језици и шастански језици.

## Подгрупе Атабаскана са Рог Ривера
Атабаскани са доњег Рог Ривера су: Горњи Коквил (или Мишиквутинетуне), Шаста Коста и Тутутни укључујући Јукичитуне подгрупу („band”). Подгрупе Тутутнија су: Кватами, Тутутуне, Миконотуне, Чеметуне, Четлешин, Кваиштунетуне, Јукичитуне и Налтунетуне.

### Тутутни
У 19. веку народ Тутутни се састојао од најмање седам племена, која су била културно и породично повезана. Тутутни нису представљали типичан народ, јер нису имали заједничког владара и јединствену централну власт.
I) Племена која су говорила јукичитуне дијалектом:
- 1) Јукичитуне племе (дружина, банда);

II) Племена која су говорила тутутни дијалектом:
- 2) Кватами племе (дружина, банда);

- 3) Тутутни племе (дружина, банда);

- 4) Миконотуне племе (дружина, банда);

- 5) Чеметуне племе (дружина, банда (енгл. band)));

- 6) Четлешин племе (дружина, банда);

- 7) Кваиштунетуне племе (дружина, банда (енгл. band)); и

- 8) Налтунетуне племе (дружина, банда);

### Горњи Коквил
III) Дијалектом горњи коквил говорили су:
- 9) Горњи Коквил (Мишиквутинетуне) народ;

- 10) Флорес крик (Косочи, Лукарсо);

### Шаста Коста
IV) Дијалектом шаста коста говорио је:
- 11) Шаста Коста народ;

## Језик
Атабаскани са доњег Рог Ривера су говорили доњорогриверским језиком (или тутутни или тутутни-шаста коста-коквил) који је имао неколико дијалеката, а припадао је орегонској подгрупи пацифичке атабасканске групе атабасканских језика. Дијалекти су горњи коквил, који је био у употреби око горњег тока реке Коквил, тутутни, југвичитуне и шаста коста.
Доњорогриверски (или тутутни) језик
дијалекти:
- Горњи Коквил
 

- Горњи коквил
 
- Флорес крик
- Тутутни

- Кватами
- Тутутуне
- Миконотуне
- Чеметуне
- Четлешин
- Кваиштунетуне
- Налтунетуне
- Јукичитуне
- Шаста Коста
 

## Историја
До првог контакта припадника народа Тутутни са белцима дошло је на крају 18. века, у време када су британски, шпански и амерички бродови истраживали обалу Орегона. У пролеће 1792. са Тутутнијима је ступио у контакт британски истраживач капетан Џорџ Ванкувер. Након контакта Тутутни су белим трговцима продавали даброве коже у замену за модерне америчке и европске производе. Са доласком досељеника почеле су да се шире нове болести на које Тутутни нису имали имунитет, а које су довеле до смрти 75% до 90% популације многих орегонских домородачких народа.
Током 1840-их година, досељеници су почели да пристижу возовима након отварања пруге орегонски пут (пут емиграната или орегонска стаза), која је повезала Орегон са истоком САД, ипак повећање броја досељеника на југозапад Орегона током раних 1840—их година није довео до сукоба.
Током 1850—их ловишта Тутутнија су уништили бели досељеници крчењем шума и претварањем пашњака у оранице. На земљи Тутутнија је 1851. основан град Порт Орфорд. Након проналаска злата у долини реке Рог Ривер, притисак на Тутутније је повећан, због повећања броја белих досељеника. Убрзо је у долини Рог Ривера дошло до избијања низа сукоба који су трајалу у периоду 1851-1856. У фебруару 1856 Тутутнији су напали Гарду Голд Бича која је била улогорена наспрам великог насеља Тутунија у Порт Орфорду. У сукобу су Тутутнији спалили већину кућа белих досељеника између града Порт Орфорд и реке Смит Ривер.
Након Рог Риверског Ратаа 1856. године, Тутутнији и остали Рог Риверски Индијанци су протерани на 2 резервата: Силец Индијански резерват и Гранд Ронд Индијански резерват.